# Heritage Lab Italgas
L'Heritage Lab Italgas è un laboratorio di conservazione applicata al patrimonio storico, industriale, artistico e culturale attraverso la digitalizzazione, anche in 3D, che il gruppo Italgas ha raccolto e custodito nel corso degli anni. Sostituisce dal luglio 2020 l'Archivio Storico e il Museo Italgas e nasce grazie alla partnership con la Fondazione Giorgio Cini. Trova spazio nel complesso Italgas del quartiere Aurora in Torino.

## Archivio Storico
L'archivio della Società Italiana per il Gas di Torino (estremi cronologici: 1856 - 1979) comprende un nucleo storico di documentazione, composto di documenti databili dalla metà del sec. XIX al 1967, anno scelto come cesura cronologica a segnare il passaggio dell'Italgas, attraverso la SNAM, nel sistema delle partecipazioni statali. A questo nucleo, nel corso degli anni, sono state apportate numerose integrazioni e attualmente l'archivio storico si estende fino al 1979, mentre l'archivio di deposito, di circa 1,5 km, comprende documenti dal 1980 fino al 2003. Il fondo annovera inoltre un patrimonio fotografico di almeno 30.000 unità relativo alle officine, ai metodi di lavorazione, ai palazzi sociali, ai gasometri e a diverse celebrazioni; mappe, disegni e planimetrie e un fondo di audiovisivi. L’archivio conserva anche il fondo Società azionaria per la condotta di acque potabili di Torino (estremi cronologici: 1852 - sec. XX seconda metà). Dal 2011 la collezione filmica dell'Italgas è conservata, nel fondo omonimo (estremi cronologici: 1929-1984) presso l'Archivio Nazionale Cinema d'Impresa ed è costituita da filmati istituzionali e pubblicitari  che delineano la storia della società dagli anni Venti agli anni Ottanta.

## Museo
Nel 1994, dopo anni di ricerca e cernita negli archivi iniziate negli anni ottanta e in occasione dei centocinquanta anni di attività della società, Italgas ha creato a Torino un archivio storico e museo dove raccogliere documenti, volumi, opuscoli e manifesti rilevanti per la sua storia. A fianco dei documenti cartacei sono esposti anche strumenti ed apparecchiature relative alla tecnologia del gas fin dai suoi albori.

## Accesso
L'accesso al museo è consentito dall'interno del complesso Italgas